# Гроббелар, Брюс
Брюс Дэ́вид Гро́ббелар (англ. Bruce David Grobbelaar; род. 6 октября 1957, Дурбан) — родезийский и зимбабвийский футболист, выступавший на позиции вратаря. Один из лучших вратарей «Ливерпуля» и Африки всех времён.

## Биография
Брюс Гроббелар родился в семье богатого фермера. Когда Брюс был ещё совсем мал, в Родезии вспыхнула многолетняя гражданская война, омрачившая его детство и юность.
Брюс начал свою карьеру в клубе «Хайлендерс», базирующемся в городе Булавайо, втором по величине городе Родезии. Однако вскоре его, юного спортсмена и вратаря молодёжной сборной страны, призвали в армию, в личный парашютно-десантный батальон спецназа тогдашнего премьера Родезии Яна Смита, состоявшего из лучших молодых спортсменов страны. Гроббелар проходил военные тренировки под руководством инструкторов Моссада, затем его отряд стал совершать карательные рейды против террористов, на счету Гроббелара десятки человеческих жизней, он выжил, как сам позже говорил, благодаря «40 способам убийства», которым его обучили израильские инструкторы. Первым заданием, в котором участвовал Гроббелар, стала высадка на севере страны с целью захвата лидера террористов Роберта Мугабе в его штаб-квартире, позже Гроббелар вспоминал: «В первую же ночь террористы атаковали наш лагерь. Я тогда стоял в дозоре и застрелил двоих. А иначе нельзя — это война! На ней выживает тот, кто выстрелит и раньше, и точнее!» На войне Гроббелар провёл полтора года.
Благодаря связям отца Брюса отправили в запас, и семья перебралась сначала в столицу Родезии, Солсбери, затем в ЮАР. Там Брюс подписал контракт с «Джомо Космос». Но в то время и в ЮАР было неспокойно, и семья Гроббеларов вскоре переехала в США, но там с футболом было сложно, и Брюс играл там на позиции кетчера в бейсбольной команде «Норт Адамс Стейт Колледж».
Гроббелар не оставил мечту играть в футбол: он уехал в Англию, просился на просмотр в «Вест Бромвич Альбион», но его отказались даже просматривать. Он ходил по клубам, но ему, на тот момент никому не известному иностранцу, везде отказывали; Гроббелар почти подписал контракт с клубом 4-го английского дивизиона «Борнмут», но сделка сорвалась в последний момент. В 1979 году Гроббелар едет в Южную Америку, там он попадается на глаза скаутам из канадской команды «Ванкувер Уайткэпс», с которыми подписывает контракт. Тренером его в этом клубе был Тони Уэйтерс, а партнёрами — знаменитые Руд Крол и Ален Болл-младший.
Дебютировав в 1979 году в матче с «Сиэтл Саундерс», Гроббелар быстро стал кумиром болельщиков «Уайткэпс». В 1980 году Гроббелар совершил поездку в Англию, чтобы встретиться с друзьями семьи. Случайный телефонный звонок свёл его с Роном Аткинсоном, тогдашним тренером «Вест Бромвич Альбион». Брюс прекрасно проявил себя на просмотре, Аткинсон решил подписать с ним контракт, но Брюс не смог получить разрешение на работу в Великобритании и был вынужден вернуться в Ванкувер. Через несколько месяцев Брюс перешёл из «Уайткэпс» на правах аренды в команду «Кру Александра» из третьего английского дивизиона. В программке к первому его матчу Брюса по ошибке назвали Биллом. В общей сложности за «Кру» Гроббелар провёл 24 матча и забил свой единственный в профессиональной карьере гол (с пенальти; в своей последней игре за «Кру»). После той игры, когда Брюс уже собирался лететь в Канаду, на него вышел главный скаут «Ливерпуля» Том Сондерс, который искал для своего клуба второго голкипера. Том связался с Тони Уэйтерсом с предложением о переходе Брюса в «Ливерпуль», и Уэйтерс дал согласие. Сумма трансфера составила 250 000£. 17 марта 1981 года Гроббелар официально стал игроком «Ливерпуля».
При первом же знакомстве с командой Гроббелар сказал основному голкиперу мердсисайцев Рэю Клеменсу: «Ты слишком стар, через год я буду стоять на твоём месте». Вскоре Клеменс был продан в «Тоттенхэм», а Гроббелар стал голкипером номер один. Однако первые матчи изобиловали ошибками. «Ливерпуль» не слишком удачно играл в первой половине сезона 1981/82, но в 1982 году клуб выиграл чемпионский титул, а также Кубок лиги, в финале которого был обыгран 3:1 «Тоттенхэм», ворота которого защищал как раз бывший голкипер «красных» Рэй Клеменс.
В период с 1981 по 1994 год Гроббелар провёл 627 игр за «Ливерпуль». Финал Кубка европейских чемпионов 1984 года против итальянской «Ромы» закончился вничью 1:1, и была назначена серия пенальти. Перед ударами Гроббелар кривлялся, жевал сетку ворот, имитируя поедание спагетти, совершал волнообразные движения ногами, впоследствии прославившиеся под названием «ноги-спагетти» (англ. spaghetti legs). В результате двое футболистов «Ромы», Бруно Конти и Франческо Грациани, пробили мимо ворот, «Ливерпуль» победил в серии пенальти со счётом 4:2, а Брюс Гроббелар стал первым африканцем из неколониальной страны (Колуна, Эйсебио, Алберту да Кошта Перейра и другие игроки «Бенфики» были из стран-колоний Португалии), выигравшим Кубок европейских чемпионов.
В следующем году «Ливерпуль» вновь вышел в финал Кубка чемпионов. Когда в финальном матче в ворота «красных» был назначен пенальти, Гроббелар попытался повторить свой трюк, но игрок «Ювентуса» Мишель Платини пробил точно. «Ливерпуль» проиграл 0:1, а матч запомнился не столько самим футболом, сколько избиением и гибелью итальянских болельщиков (Эйзельская трагедия). Результатом событий вне поля стали множество погибших и покалеченных, а также отлучение английских клубов от международных встреч на 5 лет («Ливерпуля» на 8 лет).
В 2005 году вратарь «Ливерпуля» Ежи Дудек в финальном матче Лиги чемпионов против «Милана», завершившегося серией послематчевых пенальти, скопировал «ноги-спагетти» Гроббелара. «Ливерпуль» победил в серии со счётом 3:2 и добавил в свою коллекцию трофеев пятый Кубок европейских чемпионов.

При Далглише «Ливерпуль» стал скатываться со своих позиций, и вместе с этим всё хуже играл Гроббелар. В феврале 1991 года Далглиш был уволен, а на его место пришёл Грэм Сунесс, которому артистичная манера футбола в исполнении Гроббелара была не по душе. Сунесс назвал его «неуклюжим шкафом, который занимает место в раздевалке». Брюс потерял место в составе, уступив его Майку Хуперу. Сунесс поставил условие, что если Гроббелар откажется от своих «цирковых номеров», то снова станет основным голкипером. Гроббелар отвечал:

Человек, который воевал в джунглях Родезии и много раз смотрел смерти в глаза, не способен серьёзно относиться к футболу.
В 1992 году Гроббелар получил зимбабвийский паспорт, чтобы играть за сборную Зимбабве, за которую он затем провёл 32 игры.
Летом 1992 года в «Ливерпуль» пришёл молодой и перспективный Дэвид Джеймс из «Уотфорда». Джеймс застолбил за собою пост номер один, а Гроббелар провёл в сезоне 1992/93 лишь 6 встреч, а конец того сезона отыграл в аренде в «Сток Сити». При этом, в игре 1/8 финала Кубка кубков с московским «Спартаком» Гроббелар получил первую в карьере красную карточку. Неуверенная игра Джеймса в начале сезона 1993/94 позволила Гроббелару снова стать первым номером «Ливерпуля», но сезон, отлично начавшийся, закончился провально, а Гроббелар на мерсисайдском дерби даже ударил молодого полузащитника своей команды Стива Макманамана, что было расценено прессой, как вероятный конец его карьеры в «Ливерпуле». Гроббелар доиграл до конца сезона, пока не травмировался на последней минуте проигранного матча в Лидсе 18 февраля. Это было его последнее появление в футболке «Ливерпуля».
Летом 1994 года Гроббелар в статусе свободного агента перешёл в «Саутгемптон» и дебютировал в клубе 20 августа в матче с «Блэкберн Роверс» (1:1). В составе «святых» он провёл два сезона. Несмотря на начавшееся судебное разбирательство по договорным матчам, тренер команды Ален Болл-младший верил в Гроббелара. Следующие сезоны в «Саутгемптоне» не заладились, в том числе из-за многочисленных отлучек по судебным делам (в сезоне 1995/96 он провёл только два матча), и в 1997 году Гроббелар перешёл в «Плимут Аргайл».
В ноябре 1994 Гроббелар был обвинён бульварной газетой «The Sun» в том, что во время пребывания в «Ливерпуле» он брал взятку от одной из команд, давая согласие на «нужный» счёт, даже существовала видеозапись этого инцидента, где Гроббелар обсуждает это мероприятие. Вместе с ним были обвинены в договорных матчах вратарь «Уимблдона» Ханс Сегерс, нападающий «Астон Виллы» Джон Фашану и малайзийский бизнесмен Хенг Суан Лим.
Гроббелар утверждал, что он лишь собирал свидетельства преступного замысла с намерением принести доказательства в полицию. После двух судебных разбирательств присяжные заседатели не смогли договориться о приговоре, Гроббелар и остальные подсудимые были освобождены в ноябре 1997 года. Позже Гроббелар предъявил иск газете «Сан» на 85 000£ и выиграл дело. «Сан» снова подала в суд на Гроббелара, разбирательство взяла на себя Палата Лордов, которая установила, что хотя многие утверждения не были доказаны (в частности, не было доказано, что взятки могли повлиять на исход матчей), всё же имелось основание для утверждений о непорядочности Гроббелара (он и сам признал, что брал взятки), и сумма выплаты по иску в пользу Гроббелара была сокращена до одного фунта стерлингов — самой низкой цены за клевету, которая возможна в Великобритании. Также Гроббелара обязали оплатить газете «The Sun» судебные издержки на сумму 500 000 £. Гроббелар был неспособен выплатить эту сумму и объявил себя банкротом.
После Плимута Гроббелар два сезона скитался по разным командам, нигде не задерживаясь подолгу, прежде чем вернуться в ЮАР. Там он тренировал команду «Сэвен Старз», приняв её в зоне вылета, а закончив первенство на 4-м месте в турнирной таблице. Недолго работал тренером сборной Зимбабве, затем тренировал южноафриканский «Хелленик», несколько матчей отстояв в его воротах.
В 2000 году приехал в Англию на благотворительный матч, организованный Мариной Далглиш, женой Кенни Далглиша, которая смогла победить рак, сборы с матча пошли на исследования раковых заболеваний. Матч повторял финал Кубка Англии 1986 — «Ливерпуль» — «Эвертон». «Ливерпуль» выиграл 1:0.
В 2004—2006 годах работал комментатором на телеканале Sky One.
На официальном фан-сайте «Ливерпуля» был организован опрос по определению лучших игроков за 100 лет, Гроббелар занял второе место среди голкиперов клуба.
В 2007 году сыграл несколько матчей, помогая командам низших английских лиг сохранить прописку в своём дивизионе.

## Достижения

### Командные
- Обладатель Кубка европейских чемпионов: 1983/84
- Финалист Кубка европейских чемпионов: 1984/85
- Чемпион Англии: 1981/82, 1982/83, 1983/84, 1985/86, 1987/88, 1989/90.
- Обладатель Кубка Англии: 1985/86, 1988/89, 1991/92.
- Обладатель Кубка английской Лиги: 1981/82, 1982/83, 1983/84.
- Обладатель Суперкубка Англии: 1983, 1989, 1990, 1991

### Личные
- Второе место в списке лучших голкиперов в истории «Ливерпуля» по опросу болельщиков[источник не указан 2849 дней].
- По версии МФФИИС занимает 7-е место в десятке лучших вратарей Африки[источник не указан 2849 дней].